# Clairvaux-les-Lacs
Clairvaux-les-Lacs è un comune francese di 1 493 abitanti situato nel dipartimento del Giura nella regione della Borgogna-Franca Contea.

## Società

### Evoluzione demografica
Abitanti censiti